# ستيفن بويد مايلز
ستيفن بويد مايلز (بالإنجليزية: Stephen Boyd Miles)‏ هو مصرفي أمريكي، ولد في 9 يناير 1822، وتوفي في 30 أكتوبر 1898.